# Анохина, Кристина Витальевна
Кристина Витальевна Анохина (род. 27 сентября 1987 года, Москва) — российская футболистка, нападающая.

## Карьера

### Клубная
Воспитанница школы московского «Спартака», первый тренер — Андрей Коршунов. Окончила 124-ю среднюю школу в 2005 году. В середине июня 2005 года выступала на турнире дворовых команд, учреждённом газетой «Спорт-Экспресс», и победила в женской лиге, играя за команду «Катюша».
После окончания школы поступила в МГПУ-ПИФК и начала свою профессиональную карьеру в «Россиянке». Первую половину сезона 2005 года отыграла в подмосковном «Приалите» из Реутова, тренером которого был её преподаватель МГПУ-ПИФК Владимир Терян, после чего снова вернулась в «Россиянку». Играла также за «Химки» и ногинскую «Надежду», после сезона-2009, проведённого в «Россиянке», ушла из футбола.

### В сборной
В составе молодёжной сборной России выступала на чемпионатах Европы среди девушек не старше 19 лет в 2005 и 2006 годах. Привлекалась в студенческую сборную России, в составе которой на Летней Универсиаде 2007 заняла 2-е место.
Завоевала титул чемпионки Европы в 2005 году в Венгрии: играла в матчах группового этапа, но в полуфинале и финале оставалась в запасе.

## Стиль игры
Играла на позиции левого полузащитника, но выступала также в нападении.